# Chapaize
Chapaize é uma comuna francesa na região administrativa de Borgonha-Franco-Condado, no departamento Saône-et-Loire. Estende-se por uma área de 13,91 km². Em 2010 a comuna tinha 162 habitantes (densidade: 11,6 hab./km²).